# Fronteira África do Sul–Zimbabwe
A fronteira entre a África do Sul e o Zimbabwe é uma linha sinuosa de 225 km de extensão, sentido leste-oeste, ao sul do Zimbabwe, separando o país da África do Sul. De leste para oeste, inicia na fronteira tríplice África do Sul-Zimbabwe-Moçambique e segue o rio Limpopo para oeste até à tríplice fronteira dos dois países com Botswana.
A fronteira separa a província de Limpopo do norte da África do Sul da província Matabeleland Sul do Zimbabwe. Fica próxima à fronteira a cidade sul-africana de Messina (Limpopo). Há passagem entre os dois países em Beitbridge.
A situação desses dois países e de suas fronteiras foi sendo definida desde o século XIX quando Cecil Rhodes em 1889 estabeleceu a Companhia Britânica da África do Sul. Em 1923 a área de Rhodes passou a ser protetorado britânico e foi dividida em Rodésia do Norte (atual Zâmbia) e Rodésia do Sul (depois Rodésia, hoje Zimbabwe). Em 1953, essas duas Rodésias se uniram à Niassalândia (hoje Malaui) e formaram uma federação tutelada pelo Reino Unido, dissolvida em 1963. A separada Rodésia (atual Zimbabwe) obteve a independência parcial em 1965. O nome do país mudou para Zimbabwe em 1979, com o fim do governo racista.
A fronteira foi estabelecida pelo Tratado de Pretória de 1881 e redefinida pelo Tratado de Londres de 1884, que fixou as fronteiras da República da África do Sul com a Rodésia do Sul.
Numa troca de notas datada de 11 de novembro de 1957 e 11 de março de 1958 entre o Alto Comissariado Britânico para a Federação da Rodésia e Niassalândia e o Ministro das Relações Exteriores da União da África do Sul, foi acordado que a fronteira seguiria a linha média do Limpopo.
Esta fronteira é atravessada diariamente por cerca de 300 pessoas ilegalmente, devido à desigualdade entre a pobreza do Zimbabwe e a economia emergente da África do Sul.